# Coeligena bonapartei
Coeligena bonapartei là một loài chim trong họ Trochilidae.